# بيل دينين
بيل دينين هو لاعب هوكي جليد كندي، ولد في 18 سبتمبر 1932 في أرفيدة ‏ في كندا، وتوفي في 10 ديسمبر 2016 في ليك جورج في الولايات المتحدة.

## وصلات خارجية
- بيل دينين على موقع دوري الهوكي الوطني (الإنجليزية)
- بيل دينين على موقع قاعة مشاهير الهوكي (لاعب أن.إتش.أل) (الإنجليزية)
- بيل دينين على موقع EliteProspects.com (الإنجليزية)
- بيل دينين على موقع HockeyDB.com (الإنجليزية)
- بيل دينين على موقع Hockey-Reference.com (الإنجليزية)